# 奥兰主岛

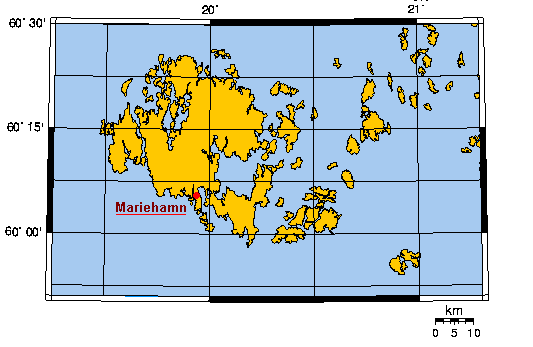
奥兰主岛在地图上为标注有“Mariehamn”的岛屿

奥兰主岛（瑞典語：Fasta Åland）是芬兰奥兰群岛中面积最大及人口最多的岛屿。奥兰自治区的区府玛丽港位于此岛上。大约群岛总人口中的90%居住在奥兰主岛上。奥兰主岛的面积为685平方公里。
奥兰主岛是芬兰海域中的最大的岛屿。在芬兰大陆的塞马湖中还有面积更大的索伊薩洛岛和塞明宁萨洛岛，但这两个岛屿是否符合岛屿的定义有待商榷。索伊萨洛岛四周的水面高度不同，而塞明宁萨洛岛则是通过人工运河与其它陆地分开的。